# The Legend of Spyro: L'alba del drago
The Legend of Spyro: L'alba del drago (The Legend of Spyro: Dawn of the Dragon) è un videogioco in stile avventura dinamica della serie Spyro the Dragon, sviluppato da Étranges Libellules e Activision Blizzard e pubblicato da Sierra Entertainment sul mercato mondiale il 21 ottobre 2008.
Si tratta dell'ottavo capitolo su console fisse della serie, iniziata col videogioco Spyro the Dragon nel 1998 su PlayStation.
Fra le voci "reali" utilizzate per il videogioco vi è quella dell'attore britannico Martin Jarvis, già presente in The Eternal Night.

## Trama
All'inizio Spyro, Cinerea e Sparx vengono liberati da un gruppo di Grublin, i nuovi alleati del Maestro delle Ombre, dal cristallo in cui si erano ibernati per sfuggire al crollo del Pozzo delle Anime; ancora svenuti, i Grublin applicano al collo di Spyro e Cinerea uno strano collare che li terrà letteralmente legati tra loro; Sparx viene recuperato da un misterioso individuo che li aveva seguiti. Poco dopo Spyro e Cinerea si svegliano e saranno obbligati a combattere contro un gigantesco Golem di lava al quale i Grublin li hanno offerti in sacrificio, ma che poi verrà temporaneamente allontanato dallo strano individuo che si rivelerà poco dopo essere Hunter, il ghepardo arciere di Avalar incaricato di tenerlo d'occhio proprio da Ignitus quando non fece ritorno al tempio. Insieme superano le catacombe, dove nel frattempo, grazie all'aiuto dell'Aedo, Spyro recupererà i suoi poteri del fuoco, dell'elettricità, del ghiaccio e della terra, mentre Cinerea, a causa della sua esposizione alle tenebre, otterrà i poteri del veleno, della paura, del vento e dell'ombra. Durante il percorso vengono costantemente inseguiti dal Golem, che però, alla fine, perderà il braccio sinistro.
Dopo essere usciti dalle catacombe ed essersi rifugiati in una foresta, Spyro, Cinerea e Sparx apprendono da Hunter che sono passati tre anni dalla loro ibernazione, e che il Maestro delle Ombre, il cui vero nome è Malefor, è ritornato grazie alla Notte dell'Oscurità Eterna e ora sta minacciando tutti i regni scatenando una guerra dall'alto del trono del tempio che ha conquistato e che ha trasformato nel simbolo del suo dominio. Poco dopo tutti vengono all'improvviso messi KO da dei colpi lanciati da qualcuno. Spyro, Sparx, Cinerea e Hunter, al loro risveglio, si accorgono che sono stati fatti prigionieri dai ghepardi dello stesso villaggio di Hunter. Il capo del villaggio crede che Hunter abbia tradito i suoi compagni accompagnando i draghi al villaggio (data l'ancora cattiva reputazione di Cinerea), ma poco dopo il villaggio viene attaccato dai Grublin e Spyro, Cinerea e Sparx vengono liberati e dimostrano di non essere nemici sconfiggendo gli assalitori. Spyro, Cinerea e Sparx partono alla ricerca di un ghepardo di nome Erborio, che si rivela essere in una grotta con una gamba fratturata. I draghi dovranno cercare un folle eremita per riuscire a sbloccare una zattera per riportare Erborio al villaggio, e durante la loro permanenza nel suo rifugio scoprono che le scimmie, i loro vecchi nemici, sono stati trasformati in ghoul da Malefor in quanto volevano solamente avere il potere con lui piuttosto che essergli leali, sostituendoli di fatto con i Grublin. Dopo aver riportato Erborio al villaggio e quindi essere riusciti a far liberare Hunter, viaggiano verso Belligera, la Città dei Draghi, dove dovranno difenderla dai migliaia di soldati mandati da Malefor.
Una volta terminato l'assedio, però, Malefor evoca il Golem incontrato nelle catacombe, che dopo aver ripristinato il braccio con delle macerie comincia a mettere la città a ferro e fuoco. Grazie all'aiuto di Cyril, Volter, Terrador e Ignitus, Spyro e Cinerea riescono a sconfiggere definitivamente il Golem, segnando così una vittoria schiacciante per loro nei confronti di Malefor. Ritrovatosi con il suo vecchio maestro, Spyro gli chiede scusa per come sono andate le cose ma Ignitus lo incoraggia dicendo che ha fatto molto più di quanto ci si sarebbe potuto aspettare. Quando Cinerea fa notare ai presenti la catena magica che la lega a Spyro, Ignitus capisce che si tratta di una creazione di Malefor e che forse non riusciranno a rimuoverla, facendo notare però ai due draghi di non vederla come un ostacolo ma come una testimonianza del loro legame. Quella notte, però, mentre Belligera festeggia ancora la sua vittoria, Malefor appare davanti ai presenti in un cristallo oscuro e rivela di aver risvegliato il Distruttore, un gigantesco golem grande quanto il vulcano sotto il suo trono, il cui compito è circumnavigare l'intero globo con una scia di fuoco e ritornare all'interno del vulcano dal quale si sprigionerà un anello di fuoco che inonderà il mondo intero distruggendolo.
A causa della velocità della gigantesca creatura, Ignitus opta di passare sottoterra per non insospettire Malefor e intercettarla quando sta per completare il suo percorso. Decidono così di passare per l'antica città sotterranea, dove Spyro, Cinerea e Sparx affrontano diversi pericoli che vi si sono insidiati, e aprono dall'interno l'entrata per le loro forze. Giunti di nuovo all'esterno vedono il Distruttore all'orizzonte che si sta avvicinando pericolosamente. Cinerea ha però un'idea: aprire le cataratte di una diga lì vicino e lasciare che l'acqua blocchi il Distrutore nel canyon (dato che è formato da magma). Una volta che il Distruttore è stato fermato, i due draghi distruggono i dodici cristalli che lo tengono in vita, tra i quali il dodicesimo è il cuore del mostro, per poi uscire immediatamente per evitare di essere uccisi dalla simil-eruzione che si scatenerà dopo aver distrutto l'ultimo cristallo. Apparentemente sembra che abbiano definitivamente fermato il mostro, ma all'improvviso Malefor lo rianima e il gigantesco golem ricomincia il suo viaggio verso il vulcano.
Certo che la fine del mondo sia ormai imminente, Ignitus ordina a tutti di trovare rifugio nelle profondità della città sotterranea e mettendovi al comando Terrador, mentre lui accompagnerà Spyro e Cinerea per sconfiggere Malefor e poter così fermare il Distruttore. Per arrivare a Malefor dovranno attraversare l'anello di fuoco provocato dal Distruttore, troppo incandescente per i due draghi ancora giovani, persino per Ignitus, che sacrificherà la propria vita, cercando (e riuscendo) di proteggere Spyro e Cinerea. Il dolore per la perdita di Ignitus è molto forte per Spyro e questo dolore lo ritrasforma nella sua versione oscura. Cinerea però riesce a farlo tornare normale e riesce anche a dargli la forza e il sostegno di cui ha bisogno per poter continuare. Dopo aver superato con molta fatica le Terre Bruciate ed essersi fatti strada fra i resti del tempio, i due draghi riescono ad arrivare fino al suo castello. Arrivati finalmente davanti a Malefor, costui li libera dalla loro catena affermando che era il minimo che potesse fare per Cinerea: sentendo questo, Spyro gli chiede spiegazioni e Malefor gli rivela che lei sapeva dell'attaccamento del giovane drago nei suoi confronti e scappando dal tempio e finendo catturata da Gaul a permesso che Spyro (venendo posseduto dal suo potere) lo liberasse.
Scossa da questa rivelazione, Cinerea viene nuovamente controllata da Malefor e trasformata in una sua versione oscura che comincia ad attaccare Spyro, mentre Malefor lo deride per i suoi sforzi di fermarlo in quanto secondo lui il destino del drago viola è quello di purificare il mondo evocando il Distruttore e i Golem, cosa che i loro predecessori (nonostante molti avevano pensato che Malefor e Spyro fossero gli unici due) non hanno fatto. Spyro però non reagisce ai colpi di Cinerea, dato che tra i due si è stretto un forte legame profondo. Ciò quindi riesce a dare alla sua compagna la forza per liberarsi da Malefor, il quale ripristina la catena ai due draghi e si prepara ad affrontarli nei cieli rossi sopra il tempio. Benché Spyro e Cinerea riescano ad avere la meglio su Malefor, il Distruttore riesce a completare il suo compito immergendosi di nuovo nel vulcano, provocando un catastrofico cataclisma che distruggerà il mondo intero. La battaglia tra i tre draghi continua senza esclusioni di colpi fino a precipitare verso il centro della Terra (una grotta con un enorme cristallo viola). Spyro e Cinerea uniscono i loro poteri e riescono ad avere la meglio su Malefor, il quale, però si rialza in piedi.
All'improvviso compaiono gli spiriti degli antenati che, usando il loro potere, fanno sparire Malefor nel cristallo; e con la distruzione del drago malvagio i collari che tenevano legati Spyro e Cinerea scompaiono. Anche la grotta inizia a crollare, segno che il mondo sta per essere distrutto. Spyro, guidato dallo spirito di Ignitus, decide di usare tutta la sua forza per ricomporre il mondo. Prima di farlo però dice a Cinerea di allontanarsi da lì, dato che se fosse rimasta sarebbe stata distrutta anche lei. Ma la dragonessa rifiuta, decisa a rimanere con lui fino alla fine. All'ultimo istante, Cinerea pronuncia la frase "Ti amo", rivelando a Spyro l'amore nascosto che provava per lui. Dopo la terribile esplosione il mondo comincia a rigenerarsi grazie alla magia di Spyro. Una costellazione di stelle, che ricalca la fisionomia del giovane drago viola, appare alla vista di Sparx, dei Draghi Guardiani e di tutti gli altri.
Nell'ultimo filmato (dopo i titoli di coda) Ignitus, o quantomeno, il suo spirito, prende il posto dell'Aedo (dato che Spyro e Cinerea, sconfiggendo Malefor e salvando il mondo, hanno dato inizio ad una nuova era, e quindi un drago meritevole viene prescelto per prendere il posto dell'Aedo), ma prima egli rivela all'ex guardiano del fuoco che nel libro in cui vengono messi i draghi una volta morti non è riuscito a trovare Spyro e Cinerea, segno che sono sopravvissuti: infatti, subito dopo vengono mostrati volare insieme sopra la Valle di Avalar, dimostrando che sono ancora vivi e che possono finalmente vivere in armonia.

## I personaggi nel terzo capitolo
Spyro, Sparx e i guardiani devono fermare Malefor al più presto, ma Cinerea in questo capitolo diventerà compagna di Spyro nelle missioni.
Aedo, vecchio e anziano drago, ha sempre addestrato Spyro convocandolo nei sogni. In questa nuova avventura, Ignitus porterà in salvo Spyro e Cinerea da un'emura di fiamme ma si sacrificherà. Per il resto del gioco non comparirà ulteriormente, eccetto per la scena finale con l'Aedo alla fine, dopo i titoli di coda, quando il vecchio drago bianco, ormai giunto al suo momento, muore svanendo in una luce magica, affidando il suo compito ad Ignitus che diventa il nuovo Aedo.

## Cinerea (Cynder) inL'alba del Drago
In The Legend of Spyro: L'alba del Drago, Cinerea diventa un eroe a fianco di Spyro ed è un personaggio giocabile.
Visto che la trama del gioco si incentra tre anni dopo The Eternal Night, a Spyro e Cinerea  è stato dato un nuovo design per farli sembrare più adulti, ma questo può essere dovuto anche alla nuova casa sviluppatrice che sostituisce quella dei primi due capitoli.
Cinerea in questo capitolo non solo potrà combattere, ma potrà usare poteri differenti degli altri draghi, ciò è dovuto alla sua esposizione alle tenebre; essi sono: veleno, paura, vento e ombra.
Il suo nome originale deriva dalla parola inglese cinder, traducibile in cenere, brace o tizzone. Cinerea appare anche nella saga Skylanders con il suo nome originale (Cynder) e con una voce diversa.

## Personaggi e doppiatori
| Personaggio      | Doppiatore originale                                  | Doppiatore italiano  |
| ---------------- | ----------------------------------------------------- | -------------------- |
| Spyro            | Elijah Wood                                           | Davide Perino        |
| Cinerea (Cynder) | Christina Ricci                                       | Benedetta Ponticelli |
| Sparx            | Wayne Brady                                           | Paolo De Santis      |
| Ignitus          | Gary Oldman                                           | Antonio Fuochi       |
| Aedo             | Martin Jarvis                                         | Riccardo Rovatti     |
| Hunter           | Blair Underwood                                       | Lorenzo Scattorin    |
| Erborio          | Fred Tatasciore                                       | Pietro Ubaldi        |
| Eremita          | Kevin Michael Richardson                              | Claudio Moneta       |
| Capo villaggio   | Kevin Michael Richardson                              | Marco Balzarotti     |
| Terrador         | Kevin Michael Richardson                              | Pietro Ubaldi        |
| Volter           | Corey Burton                                          | Riccardo Rovatti     |
| Cyril            | Jeff Bennett                                          | Marco Balzarotti     |
| Mason            | Corey Burton                                          | Riccardo Rovatti     |
| Malefor          | Mark Hamill                                           | Vittorio Bestoso     |
| Voci aggiuntive  | Corey Burton Jeff Bennett Chris Wilson Michael Graham |                      |

Doppiati e localizzazione in Italia da: Jinglebell Communication S.R.L..

## Modalità di gioco
Il giocatore per la prima volta può controllare sia Spyro sia la sua ex-nemica: Cinerea (in inglese e nella versione originale è Cynder). Per la prima volta si può spiccare il volo in qualsiasi momento, anche se il volo eterno in questo gioco è stato particolarmente criticato per il suo mal sfruttamento. Si potrà controllare sia Spyro sia Cinerea (Cynder) ogni volta che si vuole ed è il primo titolo della serie a includere una modalità cooperativa per due giocatori.
Fondamentalmente il gameplay è lo stesso dei capitoli precedenti: raccogliere gemme, risolvere strani intrighi e sconfiggere nemici. Mentre invece lo stile di combattimento risulta simile a quello di God of War.

## Accoglienza, successo e vendite
Il gioco ha avuto ottime vendite, è anche il gioco di Spyro per PS2 con maggior ranking in tutte le riviste per PS2.